# Reiner Winterschladen

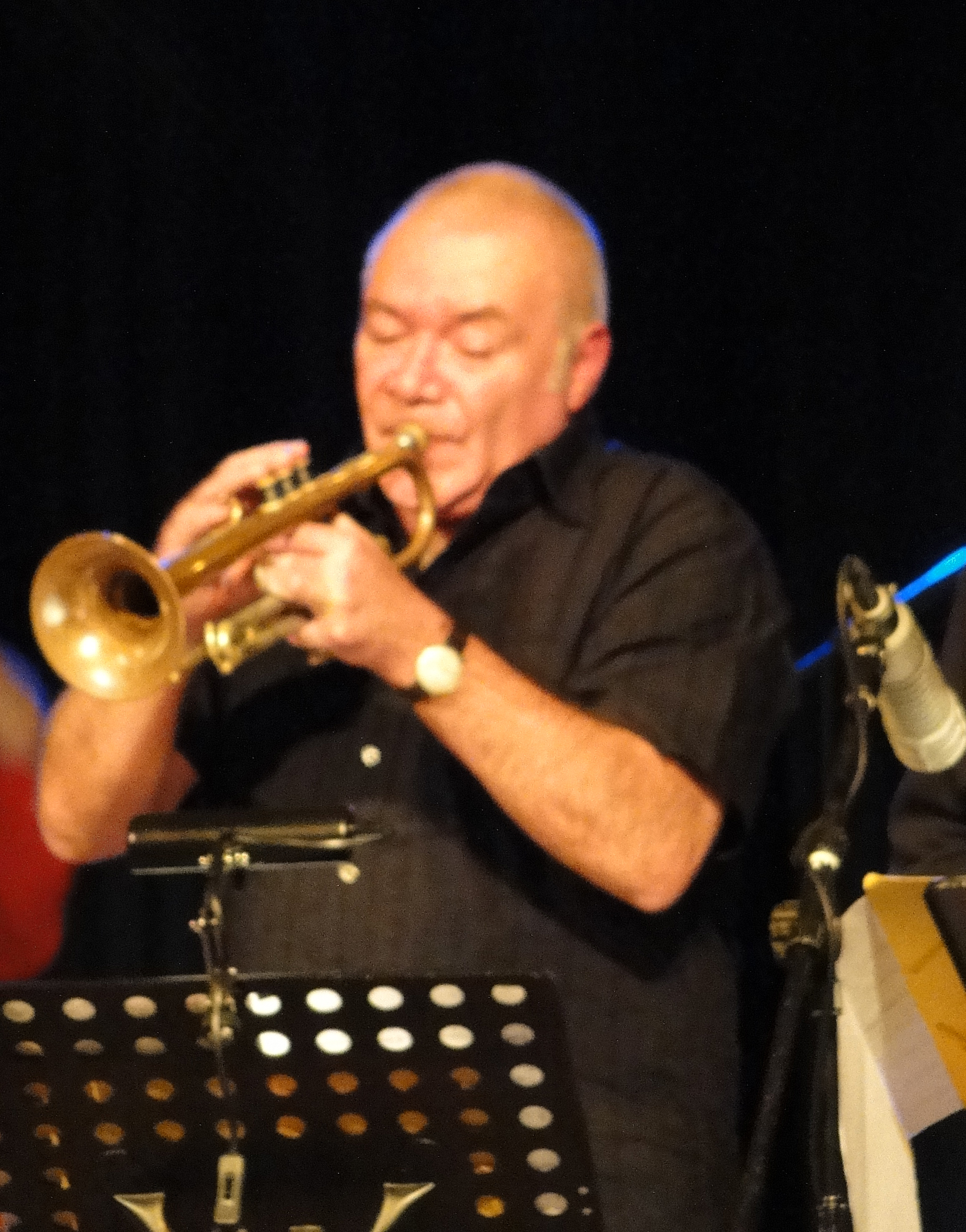
Reiner Winterschladen, 2009 in Hofheim

Reiner Winterschladen (* 30. Juli 1956 in Bergisch Gladbach) ist ein deutscher Jazz-Trompeter.

## Leben und Wirken
Winterschladen ist seit 1979 Berufsmusiker. Er arbeitete in den Musikbereichen Rock (Westernhagen, The Element Project), Funk, und Electro-Produktionen (Trance Groove, Nighthawks) und an Filmmusiken mit. In vielfältigen Arbeiten mit Kollegen wie Dieter Manderscheid, Radu Malfatti, Achim Krämer, Tony Oxley, Pee Wee Ellis, Ekkehard Jost, Ali Haurand sowie in Klaus Königs Pinguin Liquid und den Besetzungen des Klaus König Orchestra, im Theo Jörgensmann Quartet und in den Gruppen nuBox (Bluebox) bzw. Indigo String Quartett von Alois Kott hat sich Winterschladen als eine führende Persönlichkeit seines Instruments in Deutschland  in den 1980er Jahren etabliert. So spielte er seit 1987 (mit Norbert Steins Pata Orchester) allein beim Moers Festival mit sechs verschiedenen Bands, zuletzt 2004 mit der NDR Bigband, deren Mitglied er von 1995 bis Ende 2017 war. Mit Michel Pilz, Klaus Kugel, Frank Paul Schubert und Christian Ramond spielte er 2022 im Yamabiko Quintet. Im Duo mit Hans Lüdemann entstand 2024 das Album Porgy’s Dream mit Gershwin-Adaptionen.
Für sein Wirken in der Band Blue Box (jetzt nuBox) erhielt Winterschladen 1985 den Kulturpreis der Stadt Düsseldorf.

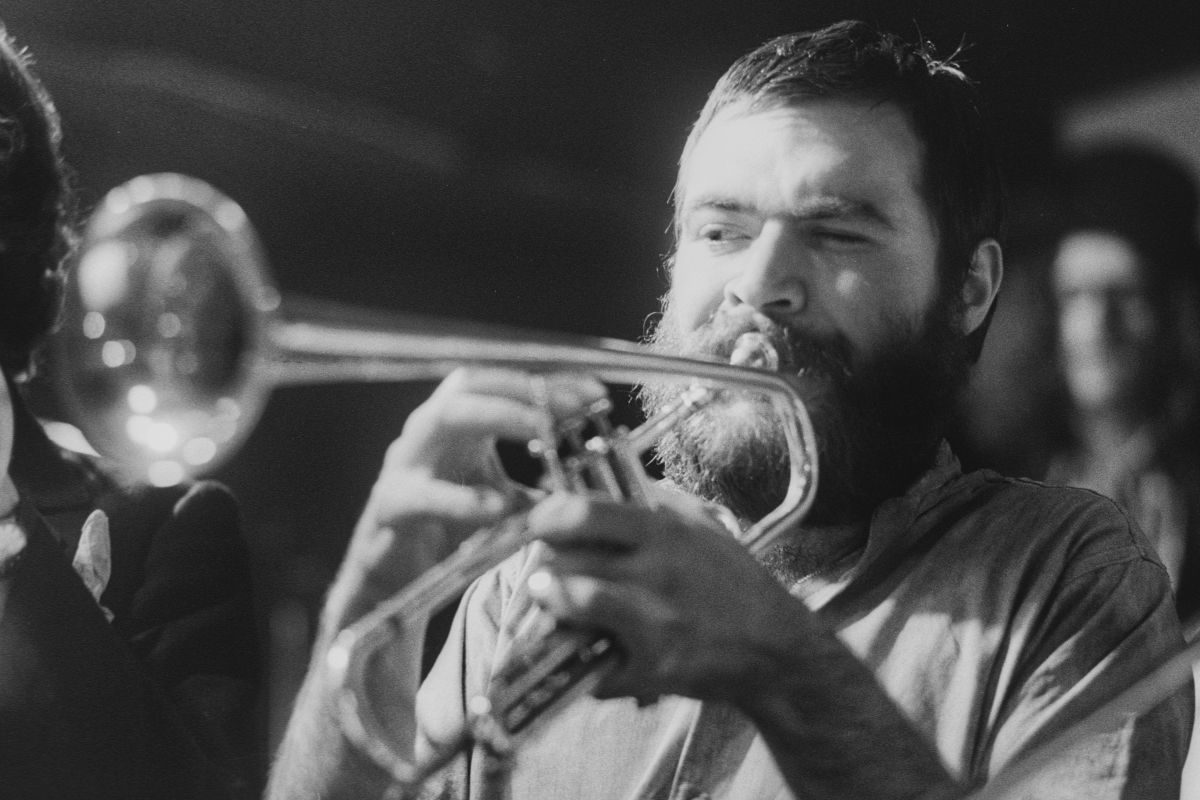
Reiner Winterschladen mit padlt noidlt im "Logo" in Hamburg, Januar 1980